# Eleonora Giorgi (actriz)
Eleonora Giorgi (Roma, 21 de octubre de 1953-Roma, 3 de marzo de 2025) fue una actriz, cantante y cineasta italiana. Inició su carrera como actriz a comienzos de la década de 1970, trabajando con directores como Salvatore Samperi, Luciano Salce, Nino Manfredi, Damiano Damiani y Darío Argento. Con este último director, Giorgi obtuvo reconocimiento internacional al interpretar el papel de Sara en la película de terror de 1980 Inferno.
En 2003, Giorgi escribió y dirigió su primer largometraje, Uomini & donne, amori & bugie, con Ornella Muti.

## Filmografía

### Cine

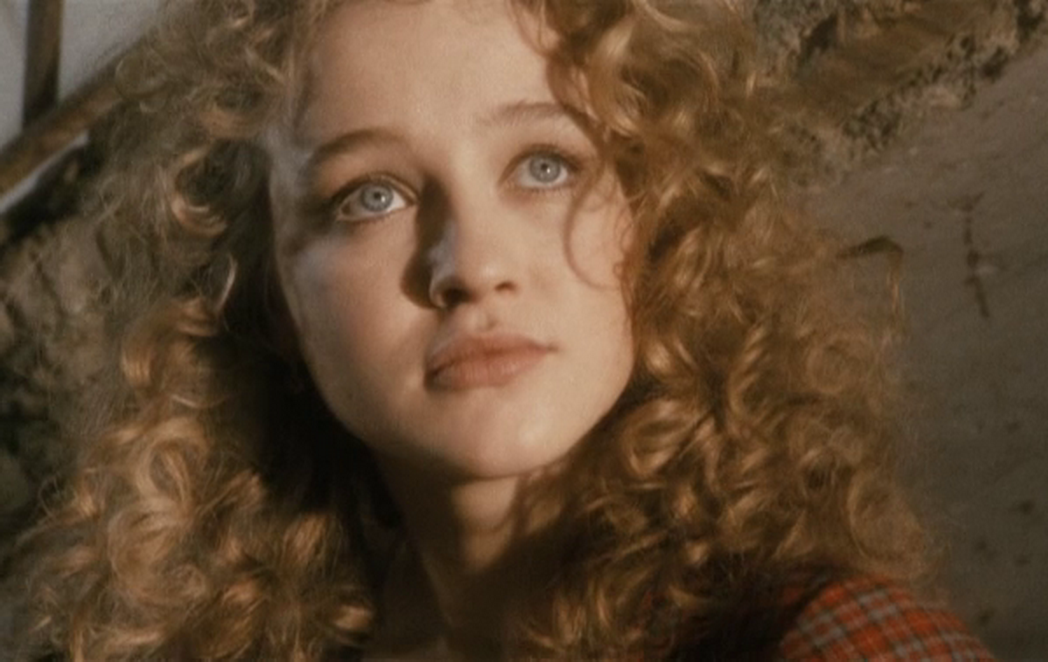
Giorgi en Alla mia cara mamma nel giorno del suo compleanno (1974)

- Story of a cloistered nun, de Domenico Paolella (1973)
- Appassionata, de Gianluigi Calderone (1974)
- The Kiss, de Mario Lanfranchi (1974)
- Alla mia cara mamma nel giorno del suo compleanno, de Luciano Salce (1974)
- La sbandata, de Salvatore Samperi (1974)
- Conviene far bene l'amore, de Pasquale Festa Campanile (1975)
- Cuore di cane, de Alberto Lattuada (1975)
- Young, Violent, Dangerous, de Romolo Guerrieri (1976)
- And Agnes Chose to Die, de Giuliano Montaldo (1976)
- L'ultima volta, de Aldo Lado (1976)
- Ready for Anything, de Giorgio Stegani (1977)
- A Spiral of Mist, de Eriprando Visconti (1977)
- Ca fait tilt, de Andrè Hunebelle (1977)
- Suggestionata, de Alfredo Rizzo (1978)
- Safari Rally, de Bitto Albertini (1978)
- To Forget Venice, de Franco Brusati (1979)
- A Man on His Knees, de Damiano Damiani (1979)
- Velvet Hands, de Castellano & Pipolo (1980)
- Inferno, de Dario Argento (1980)
- Mia moglie è una strega, de Castellano & Pipolo (1980)
- Portrait of a Woman, Nude, de Nino Manfredi (1981)
- Talcum Powder, de Carlo Verdone (1982)
- Beyond the Door, de Liliana Cavani (1982)
- Grand Hotel Excelsior, de Castellano & Pipolo (1983)
- Mani di fata, de Steno (1983)
- Sapore di mare 2 - Un anno dopo, de Bruno Cortini (1983)
- Vediamoci chiaro, de Luciano Salce (1984)
- Giovanni Senzapensieri, de Marco Colli (1986)
- Compagni di scuola, de Carlo Verdone (1988)
- Il volpone, de Maurizio Ponzi (1988)
- SoloMetro, de Marco Cucurnia (2007)
- My Father Jack (2016)
- Attesa e Cambiamenti (2016)